# Laura Tangherlini
Laura Tangherlini (Jesi, 24 gennaio 1982) è una giornalista e conduttrice televisiva italiana.

## Biografia
Giornalista e conduttrice di Rai News 24, muove i primi passi nel mondo del giornalismo nel 1998 presso la redazione di Ancona de Il Resto del Carlino. Ha conseguito la maturità classica a Jesi e quindi una laurea in scienze della comunicazione presso l'Università degli Studi di Roma "La Sapienza". In seguito si è specializzata presso la Scuola di giornalismo radiotelevisivo di Perugia, per poi essere assunta ad Enel TV.
Iscritta come giornalista professionista all'Ordine dei giornalisti del Lazio dal 13 marzo 2007, è stata assunta in Rai, venendo assegnata alla redazione del canale all-news RaiNews24, dove, inizialmente, è stata inviata al Parlamento per il programma di politica “Il Transatlantico”.
Dal 2008 conduce i notiziari del canale all-news Rai di cui è uno dei principali volti ed è membro della redazione esteri per la quale, oltre a realizzare servizi e contributi per le edizioni del telegiornale, assume il ruolo di inviata per la realizzazione di reportage o per la copertura di fatti di attualità.
Studiosa di lingua e cultura araba, nel suo lavoro si è più volte occupata della situazione nel Medio Oriente. Appassionata di Siria ha scritto quattro libri dedicati alle conseguenze soprattutto umanitarie del conflitto siriano. È ambasciatrice di Aibi Amici dei Bambini.
A seguito di un suo post su Facebook del novembre 2017, hanno avuto ampia risonanza sulla stampa nazionale gli episodi di violenza domestica consistenti in percosse, insulti, minacce e umiliazioni perpetrati a suo danno da un ex fidanzato. Da quel momento la giornalista, che mai aveva comunque fatto segreto di tali episodi, sollecitata da molte donne vittime di violenza che si sono riconosciute nella sua storia, ha intrapreso un percorso di sensibilizzazione che la ha più volte portata a raccontare ad eventi pubblici o in tv quanto accadutole.

## Vita privata
È sposata con il musicista Marco Rò.

## Controversie
Nel 2013 ha suscitato una ampia eco sui media la sua sospensione dalla conduzione del TG e relativo provvedimento disciplinare, dovuto ad una grave gaffe in diretta nella quale, non rendendosi conto di essere in onda, si esprimeva con turpiloqui gergali. La regia per errore aveva lasciato il microfono aperto dopo l'annuncio della pubblicità.

## Opere
- Siria in fuga, Alberobello, Poiesis editrice, 2013, ISBN 978-88-6278-034-6.

- Libano nel baratro della crisi siriana, con Matteo Bressan, Alberobello, Poiesis editrice, 2014, ISBN 978-88-6278-043-8.

- Matrimonio siriano (libro+dvd), prefazione di Gian Antonio Stella, introduzione di Corradino Mineo, Formigine, Infinito edizioni, 2017, ISBN 978-88-6861-226-9.

- Matrimonio siriano, un nuovo viaggio, prefazione di Gian Antonio Stella, introduzione di Corradino Mineo, Soveria Mannelli (CZ), Rubbettino Editore, 2019, ISBN 978-88-4985-951-5.

## Premi e riconoscimenti
Ha ricevuto numerosi premi e riconoscimenti.
- Premio Fiuggi Storia 2013 Opera Prima, per il libro Siria in fuga[13]
- Premio Cerruglio 2015 sezione saggistica, per il libro Libano nel baratro della crisi siriana[14];
- Premio Enzo Biagi 2015 per il giornalismo di qualità[15]
- Premio Montale fuori di casa (sez. Mediterraneo) 2018 per il libro "Matrimonio siriano"[16]
- Premio per il giornalismo di inchiesta Javier Valdez 2018 per il libro "Matrimonio siriano"[17]
- Premio Internazionale Universum donna 2018 sezione Giornalismo per il suo lavoro di giornalista e per il suo impegno a favore del popolo siriano e per il libro "Matrimonio siriano"
- Nominata Ambasciatrice di Pace dalla International University of Peace da ottobre 2018
- Premio Caravella per l'impegno civile e la solidarietà al Festival Giornalisti del Mediterraneo 2018[17]
- Riconoscimento speciale al Premio Cerruglio (Concorso Letterario Nazionale di Saggistica) 2018 per il libro "Matrimonio Siriano"
- Best Documentary short (miglior documentario breve) allo statunitense CARE awards film festival per il documentario "Matrimonio siriano"
- Premio Etnabook 2019 per il libro "Matrimonio siriano, un nuovo viaggio"
- Premio CineMigrare 2019 per i suoi libri e il suo impegno umanitario e informativo in merito alla tematica migratoria
- Vincitore del Florence Film Awards per il documentario "Matrimonio siriano, un nuovo viaggio"
- Vincitrice del premio giornalistico nazionale Giuseppe Luconi 2020 sezione "Giornalismo di qualità"[18]